# Pedro Vásquez de Velasco
Pedro Vásquez de Velasco (1657–1714) foi um prelado católico romano que foi bispo de Santa Cruz de la Sierra (1706–1714).

## Biografia
Pedro Vásquez de Velasco nasceu em Lima, Peru. No dia 22 de fevereiro de 1706, foi escolhido pelo Rei da Espanha e confirmado pelo Papa Inocêncio XI como Bispo de Santa Cruz de la Sierra. Em 1706, foi consagrado bispo por Melchor Liñán y Cisneros, arcebispo de Lima. Foi bispo de Santa Cruz de la Sierra até à sua morte no dia 26 de fevereiro de 1714. Enquanto Bispo, foi o co-consagrador principal de Luis Francisco Romero, Bispo de Santiago do Chile.